# Football Club Sangiuliano City
Il Football Club Sangiuliano City, anche nota come Sangiuliano City o Sangiuliano, è una società calcistica italiana con sede a San Giuliano Milanese, nella città metropolitana di Milano.
La tradizione sportiva è iniziata nel 1968 con la fondazione della Società Sportiva Borgolombardo, divenuta nel 2017 A.S.D. Città di San Giuliano 1968; il nome Sangiuliano City è quindi stato adottato nel 2021 previa fusione con l'A.S.D. NibionnOggiono, club nato nel 2016 dall'unione delle preesistenti società di Nibionno e Oggiono.
Vanta come massimo risultato una partecipazione alla Serie C, nella stagione 2022-2023.

## Storia
Le origini del club risalgono al 1968, quando nel quartiere Borgolombardo del comune di San Giuliano Milanese viene fondata la Società Sportiva Borgolombardo, adottante i colori giallo e verde e basata al campo sportivo di Cascina Sesto Gallo, nei pressi della locale stazione ferroviaria.
Per 49 anni il Borgolombardo rimase nelle divisioni dilettantistiche regionali e provinciali, mai sopra la Promozione (cui prese parte per 9 volte), e si contese il ruolo di prima società cittadina con l'A.S. Sangiulianese (nata nel 1936, che aveva poi incorporato vari altri sodalizi minori), l'Atletico C.V.S. (espressione di Civesio, Viboldone e Sesto Ulteriano, poi fusosi con la Sangiulianese e divenuto Atletico San Giuliano) e l'U.S. Zivido (espressione dell'omonimo quartiere, poi unitosi all'A.C. Metanopoli di San Donato Milanese per dare origine al F.C. Milanese).
La svolta nelle sorti societarie si ebbe al termine della stagione 2016-2017, nella quale il Borgolombardo era retrocesso dalla Prima alla Seconda Categoria: la società si presentava ridotta ai minimi termini, con un organigramma carente e appena 11 tesserati nelle giovanili. L'allora presidente Gianmario Riccaboni chiese quindi l'intervento del dirigente Andrea Luce, che negli anni precedenti aveva già ricoperto il ruolo di direttore sportivo dei gialloverdi e se ne era momentaneamente allontanato per motivi personali.
Luce, investito di amplissima libertà d'azione, ricostruì le giovanili e decise di abbandonare il campo di Sesto Gallo (giudicato troppo angusto e difficilmente accessibile) in favore del più capiente campo sportivo comunale di via Risorgimento. I frutti si videro immediatamente: prontamente risalito in Prima Categoria mediante ripescaggio (dopo aver perso i playoff intergirone), il Borgolombardo vide decuplicarsi le richieste di tesseramento alle squadre gialloverdi, che in un anno arrivarono a essere circa 250.
Nel 2018-2019 il club adottò la nuova ragione sociale Associazione Sportiva Dilettantistica Città di Sangiuliano 1968 e Andrea Luce coinvolse attivamente il padre Giovanni, imprenditore immobiliare, che garantì una consistente base economica e dichiarò apertamente di voler arrivare almeno in Serie D. Alle promesse seguirono i fatti, col conseguimento di altre due promozioni consecutive, che nel 2020-2021 portarono il Città di Sangiuliano a disputare l'Eccellenza Lombardia; in quest'ultima stagione il DS scelse però di trasferirsi temporaneamente al Fanfulla, dal quale si dimise già nell'estate 2021 per tornare ai gialloverdi, stavolta con la mansione di presidente.
In questo frangente il Città di Sangiuliano entrò in contatto con la dirigenza del NibionnOggiono (militante in Serie D), che si era detta intenzionata a cessare l'attività. L'accordo per la fusione venne perfezionato e pertanto la matricola FIGC del club lecchese cambiò denominazione in Associazione Sportiva Dilettantistica Sangiuliano City Nova Football Club, trasferendo transitoriamente sede legale e campo a Nova Milanese, in ossequio alle normative federali sulla territorialità dei club che non permettevano l'immediato spostamento a San Giuliano. Al contempo il Città di Sangiuliano venne mantenuto attivo con la propria matricola per la sola gestione del settore giovanile. Come tecnico della prima squadra fu ingaggiato dal Fanfulla Andrea Ciceri.
Forte di una rosa di spessore per la categoria (annoverante gli ex professionisti Manuel Pascali, Carlo Emanuele Ferrario, Pietro Cogliati e Alex Pedone) il Sangiuliano City divenne presto capolista nel girone B di Serie D; al "giro di boa" i gialloverdi erano primi con otto punti di vantaggio sulla seconda in classifica. La prima posizione non fu più abbandonata e il 27 aprile, grazie al successo esterno sullo Sporting Franciacorta per 1-5 e alla contestuale sconfitta del Brusaporto secondo in graduatoria, i gialloverdi centrarono la promozione in Serie C con 3 giornate d'anticipo sulla fine della stagione regolare.
L'esordio tra i professionisti si rivela complesso: a un buon inizio fa riscontro un repentino calo del rendimento, che porta i gialloverdi in zona playout: a nulla serve l'avvicendamento in panchina tra Ciceri e Carmine Gautieri. Il tecnico vittorioso l'anno prima viene infine reintegrato per gli spareggi-retrocessione, nei quali però il Sangiuliano è superato dalla Triestina ed è pertanto relegato alla Serie D. 
Per la stagione di D 2023-2024, la squadra è inserita nel girone D (comprendente parte di Lombardia, parte di Toscana e Emilia Romagna). La stagione dei gialloverdi si conclude con un ottavo posto, salvandosi, ma rimanendo lontani dalle parti alti della classifica. Nella stagione successiva (2024-2025) la squadra ritorna a disputare il girone B della Serie D, che aveva vinto nell'annata 2021-2022. 

## Colori e simboli

### Colori
I colori sociali del Sangiuliano (e prima ancora del Borgolombardo, che li condivideva con la concittadina Sangiulianese) sono il giallo e il verde. Tipicamente la maglia interna è palata nelle due tinte, ma si segnalano anche soluzioni più estrose, come la casacca verde con i fulmini gialli introdotta nella stagione 2020-2021. Le divise esterne e le terze maglie presentano le tinte dominanti bianca e nera, con finiture nei colori sociali.

### Simboli ufficiali
Il Borgolombardo adottava come stemma un ancile palato di giallo e verde con al centro un pallone da calcio e uno spesso bordo verde con inscritta la ragione sociale a lettere gialle.
Nel 2017 il passaggio alla denominazione Città di Sangiuliano vide l'introduzione di un diverso logotipo: uno scudetto sempre palato in giallo-verde con in capo il disegno stilizzato di una corona; all'interno una spessa fascia sommitale gialla recava la nuova ragione sociale, mentre nella palatura vi era il pallone da calcio e, subito sotto, la dicitura Borgo 1968, a significare l'eredità storica del Borgolombardo.
Quattro anni dopo, la fusione col NibionnOggiono e l'adozione del nome Sangiuliano City coincidono con un nuovo cambio simbologico: lo stemma assume forma circolare, con all'interno una parte inferiore palata in giallo-verde e una superiore in cui si colloca la dicitura SG CITY a lettere nere e il disegno color oro della loggia di Rocca Brivio, iconico monumento storico sangiulianese; nel bordo verde (con profili aurei) è apposta l'epigrafe Football Club Nova.
Nel 2022 lo stemma viene ulteriormente modificato: nella corona circolare (divenuta bianca) appare la nuova ragione sociale Sangiuliano City FC, mentre il disegno di Rocca Brivio e la palatura gialloverde (declinata in forma diagonale) vengono inseriti in uno scudetto, con anche la corona turrita di città, sovrapposto a un cerchio centrale color verde scuro e oro, colori che connotano anche la spessa bordura dell'insieme.

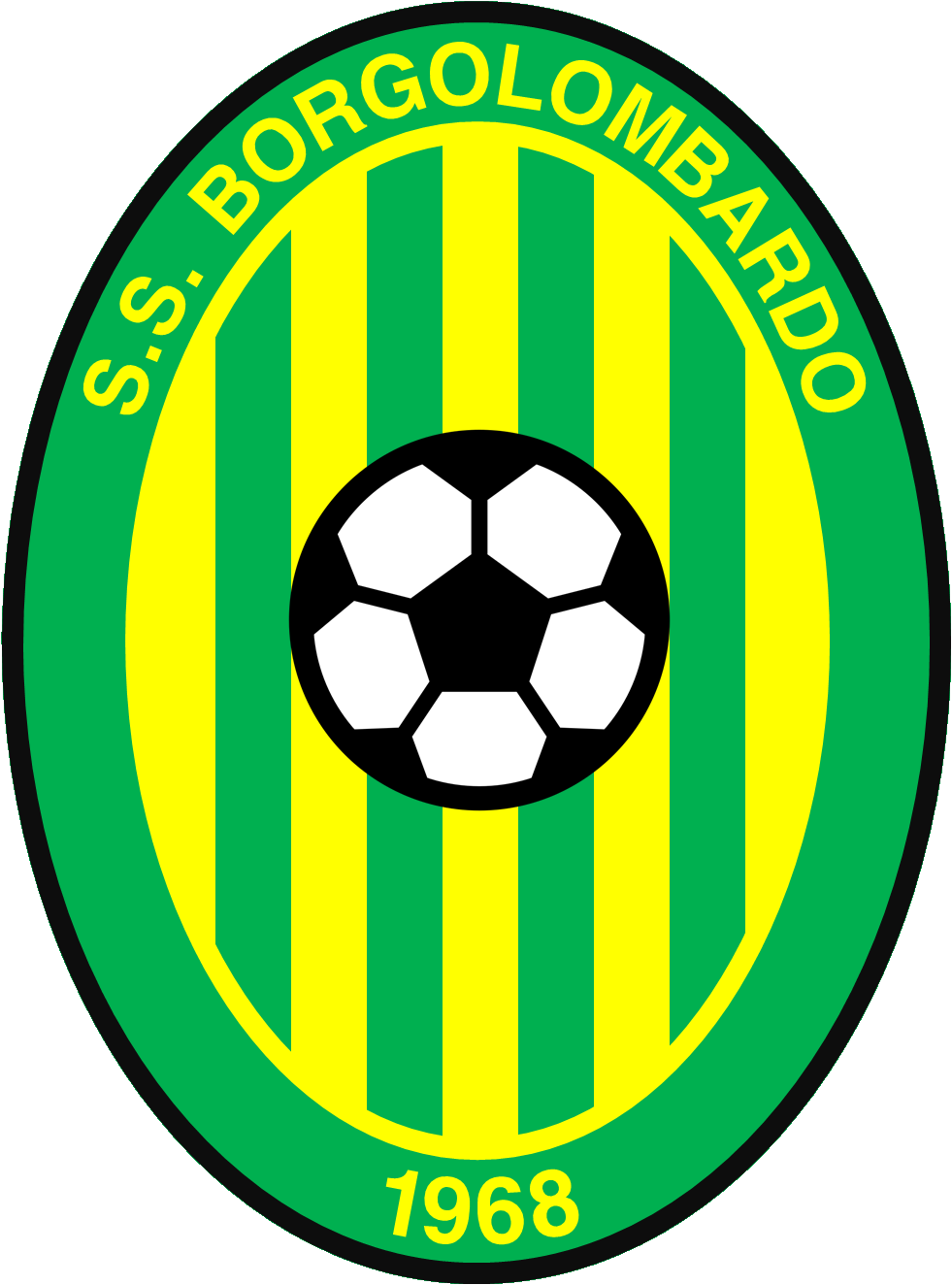
Logo della SS Borgolombardo
Logo in uso nella stagione 2021-2022
Logo in uso dal 2022
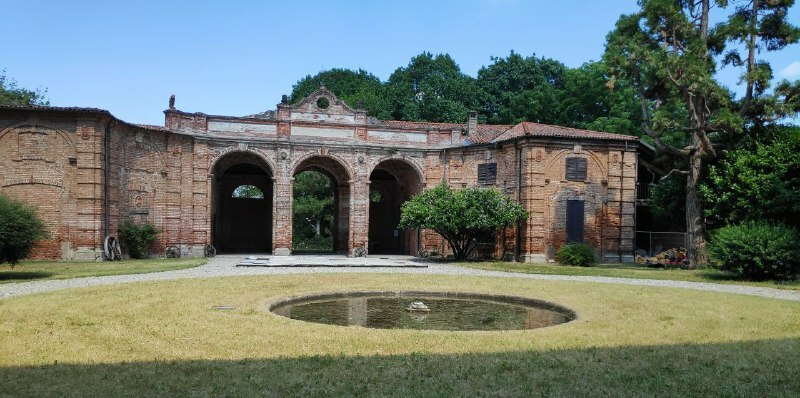
La loggia di Rocca Brivio, dal 2021 inclusa nel simbolo sociale

## Strutture

### Stadio
Il Borgolombardo trascorse i 50 anni della propria storia, dal 1968 al 2018, giocando le proprie partite casalinghe al centro sportivo di Cascina Sesto Gallo, costruito al limitare della relativa zona agricola; esso disponeva di due campi regolamentari e due minori.
Dal 2018 il Città di Sangiuliano ha lasciato la suddetta struttura (ormai obsoleta e presto divenuta preda del degrado) per trasferirsi al campo sportivo comunale di via Risorgimento, situato poco più a est, al di sotto del laghetto del Parco Nord.
Nel 2021-2022, per motivi legati alla rilocazione del titolo sportivo del NibionnOggiono (che per motivi territoriali non poteva essere portato immediatamente a San Giuliano), la prima squadra gialloverde ha giocato le partite casalinghe al centro sportivo comunale di Nova Milanese; sul finire della stagione alcune gare vennero altresì disputate al centro sportivo Ugo Guazzelli di Riozzo, frazione di Cerro al Lambro, e allo Stadio Breda di Sesto San Giovanni, che fu altresì indicato transitoriamente come campo di riferimento per l'iscrizione in Serie C. All'atto pratico, il campo interno per la prima stagione professionistica fu individuato nello Stadio Ferruccio di Seregno, ferma restando la volontà di addivenire all'adeguamento di una struttura propria.
Nella stagione 2023-2024 i gialloverdi giocano, in Serie D, al centro sportivo Ugo Guazzelli di Cerro al Lambro, mentre nella stagione successiva la società in sede di iscrizione indica ufficialmente lo stadio della frazione di Zivido, con l'intenzione di tornare così a disputare le proprie gare interne nel territorio comunale dopo tre stagioni, ma di fatto per problematiche organizzative nella realtà il club è costretto a giocare tutta la stagione su vari campi della città metropolitana di Milano, tra lo stadio Sandro Pertini di Pozzuolo Martesana, lo stadio La Rocca di Trezzo sull'Adda, lo stadio Carlo Chiesa di Sant'Angelo Lodigiano, lo stadio Claudio Casati di Verano Brianza e lo stadio comunale di Caronno Pertusella.

### Centro di allenamento
Le selezioni societarie del Sangiuliano svolgono la preparazione in diversi campi sportivi situati nei comuni di San Giuliano Milanese, Cerro al Lambro frazione Riozzo e Nova Milanese.

## Società
Dal 2022 il club è una società a responsabilità limitata e ha altresì dei club dilettantistici "satelliti" riconducibili alla medesima proprietà, basati nel medesimo territorio.

### Organigramma societario
Organigramma in carica al 26 luglio 2023
- Giovanni Luce - presidente
- Andrea Luce - amministratore delegato e direttore generale
- Gino Luce - vicepresidente
- Antonino Minutoli - segretario generale
- Maurizio Stinco - segretario sportivo
- Andrea Grassani - direttore comunicazione
- Nereo Omero - responsabile area tecnica
- Alessio Battaglino - direttore sportivo
- Maurizio Stinco - segretario sportivo
- Mario Di Benedetto – direttore tecnico giovanili agonistica
- Alessandro Bruschi – direttore tecnico giovanili pre agonistica
- Stefano Spinelli – direttore tecnico giovanili attività di base
- Egidio Vigè – dirigente
- Paolo Marino – magazziniere
- Angelo Brognoli – responsabile strutture
- Massimo Folli – responsabile strutture

### Sponsor
Di seguito la cronologia dei fornitori tecnici del Sangiuliano.
| Cronologia degli sponsor tecnici - 1968-? ... - 2021-2022 Erreà/Mizuno - 2022- Erreà |

### Settore giovanile
Le giovanili agonistiche gialloverdi sono consistite per anni nella sola formazione under-18 (juniores), che nella stagione 2017-2018 ha vinto il campionato provinciale di categoria. Nel 2018-2019, con la dismissione del nome Borgolombardo, viene istituita anche la formazione under-17 (allievi) e quindi la under-15 (giovanissimi). Dal 2021 le attività di base sono organizzate autonomamente dal Città di Sangiuliano, mentre la sezione agonistica è accorpata alla prima squadra nel Sangiuliano City.

## Allenatori e presidenti
Di seguito la cronologia di allenatori e presidenti del Sangiuliano.
| Allenatori - 1968-2017 ... - 2017-2019 Matteo Landini Paolo Tanelli - 2019-2020 Alberto Palesi - 2020-2021 Tommaso Papa Paolo Crucitti - 2021-2022 Andrea Ciceri - 2022-2023 Andrea Ciceri (1ª-23ª) Carmine Gautieri (24ª-38ª) Andrea Ciceri (play-out) - 2023-2024 Manuel Iori (1ª-4ª) Andrea Ciceri (5ª-34ª) - 2024-2025 Omar Albertini (1ª-17ª) Francesco Parravicini (18ª-) | Presidenti - 1968-1994 Renato Zannier - 1994-2017 Gianmario Riccaboni - 2017-2021 Giovanni Luce - 2021-2022 Andrea Luce - 2022- Giovanni Luce |

## Calciatori

### Capitani
- ... (1968-2017)
- Michele Monteverde[33] (2017-2021)
- Manuel Pascali[34] (2021-2023)

## Palmarès

### Competizioni interregionali
- Serie D: 1

2021-2022 (girone B)

### Competizioni regionali
- Promozione: 1

2019-2020 (girone E)
- Prima Categoria: 5

1965-1966 (girone C), 1966-1967 (girone C), 1974-1975, 1983-1984, 2018-2019 (girone D)
- Seconda Categoria: 1

2012-2013 (girone S)
- Prima Divisione: 3

1952-1953, 1954-1955, 1958-1959

## Statistiche e record

### Partecipazione ai campionati
Campionati su base nazionale e interregionale
| Livello | Categoria | Partecipazioni | Debutto   | Ultima stagione | Totale |
| ------- | --------- | -------------- | --------- | --------------- | ------ |
| 3º      | Serie C   | 1              | 2022-2023 | 2022-2023       | 1      |
| 4º      | Serie D   | 4              | 2021-2022 | 2025-2026       | 4      |

### Partecipazione alle coppe
| Competizione         | Partecipazioni | Debutto   | Ultima stagione | Totale |
| -------------------- | -------------- | --------- | --------------- | ------ |
| Coppa Italia Serie C | 1              | 2022-2023 | 2022-2023       | 1      |
| Coppa Italia Serie D | 4              | 2021-2022 | 2025-2026       | 4      |

## Tifoseria
Il tifo organizzato a seguito del Sangiuliano, pur se localizzato nel comune di appartenenza, ha comunque una matrice d'ispirazione ultras che affonda le sue origini ai tempi del Borgolombardo. In tal senso vi sono fonti che registrano una rivalità con la squadra di Zivido, altro quartiere cittadino, sfociata anche in tafferugli a margine delle partite. Il gruppo ultras principale porta la denominazione Offenders San Giuliano. Ulteriori rivalità si manifestarono nella Serie C 2022-2023: la partita Sangiuliano-Pro Patria vide schermaglie tra le tifoserie, che sostanzialmente si riproposero al playout Sangiuliano-Triestina del 13 maggio 2023, ove alcuni tifosi alabardati e bustocchi (legati da gemellaggio) diedero luogo a un'ulteriore gazzarra coi supporter gialloverdi; in entrambi i casi intervennero le forze dell'ordine e alcuni tifosi vennero successivamente fatti oggetto di Daspo. Nel successivo campionato di Serie D si ebbero tensioni con la tifoseria del Ravenna e scontri con quella del Fanfulla, con successiva irrogazione di Daspo a carico di alcuni supporter di entrambe le fazioni.